# Le Régiment de Sambre-et-Meuse
Cet article concerne la marche militaire. Pour les articles homonymes, voir Sambre-et-Meuse (homonymie).
Le Régiment de Sambre-et-Meuse est un chant patriotique français composé en 1870 par Robert Planquette et arrangé en marche militaire par François-Joseph Rauski (nl). Les paroles sont de Paul Cézano (ru) ; selon Eugène Baillet, c'est le pseudonyme de Guy de Binos, un poète parnassien.

## Origine historique
Le poème patriotique a été écrit à la suite de la défaite militaire française lors de la Guerre franco-prussienne de 1870. Il évoque d'un ton martial l'armée de Sambre-et-Meuse formée à la suite de la  victoire française de Fleurus en 1794 sur les Autrichiens dans ce qui est aujourd'hui la Belgique. La région où eut lieu la bataille deviendra le département de Sambre-et-Meuse, réuni à la France de 1795 à 1814.

## Reprises

### France
La marche est la musique militaire française la plus jouée après La Marseillaise et le Chant du départ, et est jouée chaque année lors du défilé du 14 juillet.

### Belgique
Le Régiment de Sambre et Meuse est souvent utilisé pour les marches des écoles militaires belges à Bruxelles (ERM) et Saint-Trond (ERSO) en raison du lien historique de ce chant avec la Belgique. Dans la partie la plus méridionale de la Belgique, Le Régiment de Sambre et Meuse est souvent joué, en raison du lien historique de cette région avec la France, notamment lors de marches folkloriques typiques de l'Entre-Sambre-et-Meuse.

### Canada: Québec

#### Royal 22e Régiment de Québec
Le Régiment de Sambre-et-Meuse a été la marche officielle du Royal 22e régiment de Québec jusqu'en 1935. Cette marche sera alors brièvement remplacée par « Le Royal 22e Régiment » composition d'O'Neill, puis vers 1939 par la chanson « Vive la canadienne », une adaptation du capitaine Bélanger d'une chanson folklorique traditionnelle, avec aussi un arrangement d'O'Neill.

#### Régiment de la Chaudière de Lévis
Le Régiment de Sambre-et-Meuse est la marche régimentaire du 5e bataillon de mitrailleuses du Corps canadien de mitrailleuses à partir de 1934. L'unité fusionne avec le Régiment de Dorchester et Beauce en 1936 pour devenir le Régiment de la Chaudière. Le chant s'y maintient en tant qu'hymne non-officiel. À l'aube de l'embarquement vers le théâtre d'opérations européen, les paroles sont adaptées par Christophe Taschereau, officier du Régiment de la Chaudière. Le Sambre-et-Meuse est officiellement reconnu comme marche régimentaire le 24 avril 1950.
Le Régiment de Maisonneuve
La Sambre et Meuse est également la marche régimentaire du Régiment officiel de réserve (pour l’infanterie), de la ville de Montréal, Québec (Canada), soit le Régiment de Maisonneuve.

### Aux États-Unis
Cette marche est connue aux États Unis. Elle est jouée avant des matchs de football auxquels participe l'équipe de l'Université d'État de l'Ohio et donne lieu à une chorégraphie élaborée. Elle est souvent jouée par les fanfares des lycées du même État.

### Amérique latine
Le Régiment de Sambre-et-Meuse est également utilisé pour la pièce de marche du 1er régiment d'infanterie du peloton de grenadiers de l'armée chilienne. Il est repris aussi par l'Académie de l'Armée de l'Air de Bolivie.

### Algérie
Le chant patriotique Min Djibalina (De nos montagnes), hymne des nationalistes algériens avant même le début de la Guerre d'Algérie (1954), reprend l'air de la marche de François-Joseph Rauski.